# Гольф на Олімпійських іграх
Змагання з гольфу на літніх Олімпійських іграх пройшли тільки на двох Олімпіадах — 1900 і 1904 — і були потім скасовані. Проходили голосування про прийняття цього виду спорту на Олімпійські ігри 2012, однак тоді ця пропозиція була відхилена. Потім гольф потрапив у список кандидатів на включення до програми Олімпійських іграх 2016 і був прийнятий на голосуванні МОК 9 жовтня 2009 року.

## Медалі
| Місце  | Країна                  | Золото | Срібло | Бронза | Загалом |
| ------ | ----------------------- | ------ | ------ | ------ | ------- |
| 1      | США (USA)               | 4      | 2      | 4      | 10      |
| 2      | Велика Британія (GBR)   | 1      | 1      | 1      | 3       |
| 3      | Канада (CAN)            | 1      | 0      | 0      | 1       |
| 3      | Південна Корея (KOR)    | 1      | 0      | 0      | 1       |
| 5      | Нова Зеландія (NZL)     | 0      | 1      | 0      | 1       |
| 5      | Словаччина (SVK)        | 0      | 1      | 0      | 1       |
| 5      | Швеція (SWE)            | 0      | 1      | 0      | 1       |
| 5      | Швейцарія (SUI)         | 0      | 1      | 0      | 1       |
| 9      | Китайський Тайбей (TPE) | 0      | 0      | 1      | 1       |
| 9      | Франція (FRA)           | 0      | 0      | 1      | 1       |
| 9      | Китай (CHN)             | 0      | 0      | 1      | 1       |
| Всього | Всього                  | 7      | 7      | 8      | 22      |